# El-Geish
Tala'ea El-Geish Sporting Club (arabsky نادي طلائع الجيش الرياضي) je egyptský fotbalový klub hrající Egyptskou Premier League. Klub spadá pod egyptské ozbrojené síly. Své domácí zápasy hrává na káhirském stadionu Cairo Military Academy Stadium s kapacitou 28 500 diváků.

## Významní hráči
- Abdel Sattar Sabry